# Neda Malūnavičiūtė

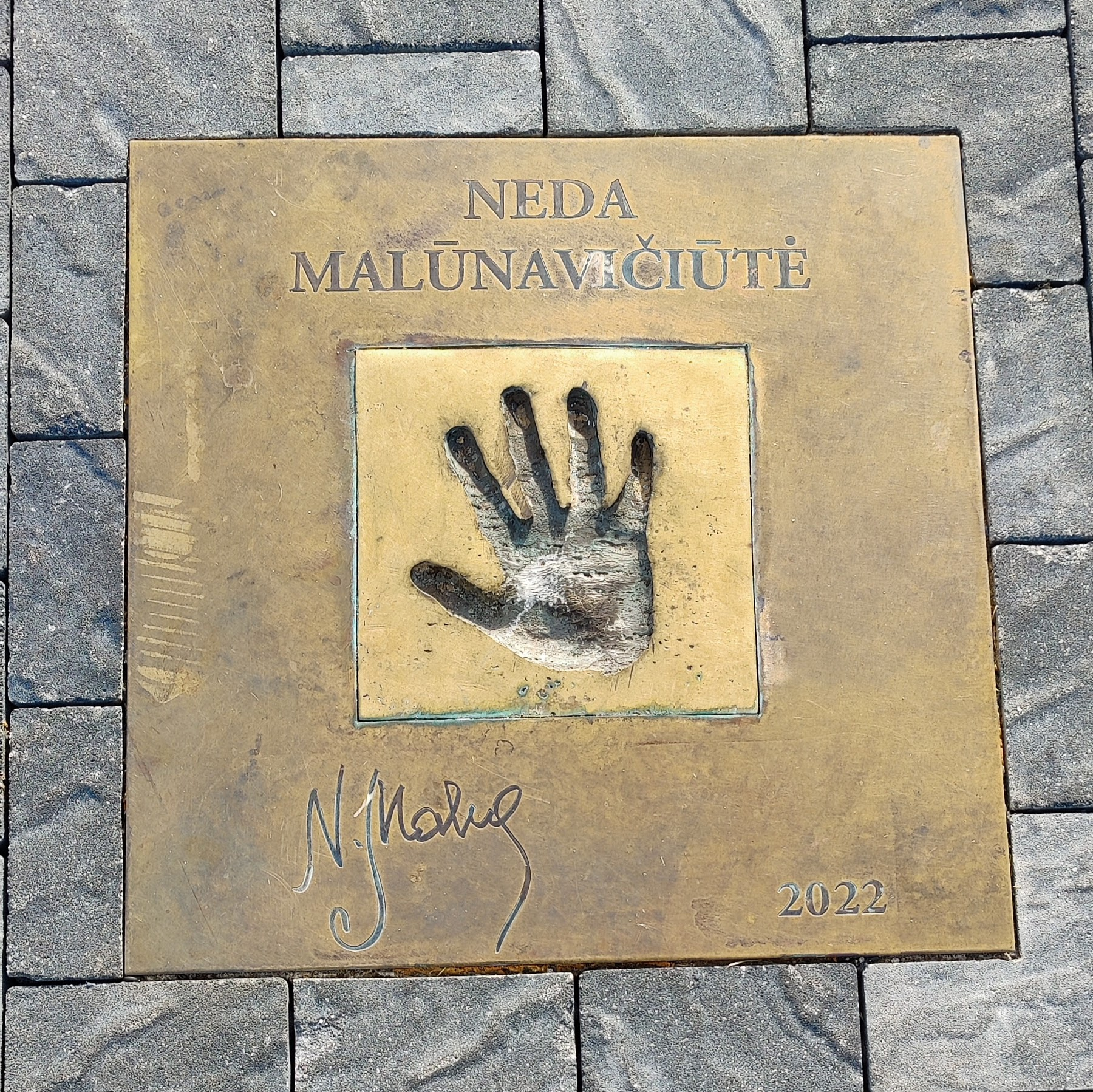
Handavtryck av Neda Malūnavičiūtė i Nidda

Neda Malūnavičiūtė, född 15 april 1971 i Vilnius, är en litauisk sångerska och flöjtist.
Hon gick med i sin första jazzgrupp år 1988. Mellan 1991 och 1996 studerade hon vid Lithuanian Academy of Music and Theatre i Vilnius. Hon har också studerat i Köpenhamn i Danmark. År 1996 spelade hon in sitt första album. Hon har arbetat med flera jazzgrupper, inte bara i Litauen utan även utomlands. Hon har deltagit i och vunnit ett flertal musikfestivaler på olika platser i Europa samt i USA.
Hon har släppt ett stort antal album under karriären, både som soloartist och tillsammans med andra artister.

## Diskografi

### Studioalbum
- 1996 – Quartet Vilnius Jazz & Neda (med Quartet Vilnius Jazz)
- 1996 – Solo-Duo-Trio (med D. Kramer & V. Pilibavičius)
- 1996 – Svajonių Vandenynas (med Lastwalk)
- 1996 – Visi Duetai (med Audrius)
- 1997 – Laikas Prisipažint
- 1997 – Meilė - Dangaus Pradžia... (med Aurelijus Ščiuka)
- 2001 – Atvirukas
- 2002 – Bio Jazz (med Vilnius Jazz Quartet)
- 2002 – Eilinė Diena Rojuje
- 2003 – Akimirkos
- 2004 – The Snow Queen (med Raivo Tafenau Band)
- 2006 – Sena Nauja Pasaka

### Samlingsalbum
- 2005 – Geriausios Dainos